# فيلي ليندنر
فيلي ليندنر (27 يونيو 1910 في ألمانيا - 5 مارس 1944 في ألمانيا) هو مدرب كرة قدم ولاعب كرة قدم ألماني في مركز الوسط. شارك مع منتخب ألمانيا لكرة القدم. أما مع النوادي، فقد لعب مع آينتراخت فرانكفورت وروت-فايس فرانكفورت وتنس بوروسيا برلين.

## وصلات خارجية
- فيلي ليندنر على موقع قاعدة بيانات كرة القدم.إي يو (الإنجليزية)
- فيلي ليندنر على موقع ناشيونال فوتبول تيمز (الإنجليزية)
- فيلي ليندنر على موقع عالم كرة القدم.نت (الإنجليزية)